# Laura Heyboer
Laura J. Heyboer (* 20. Juli 1989 in Hudsonville, Michigan) ist eine ehemalige US-amerikanische Fußballspielerin, die zuletzt in der Saison 2013 bei den Western New York Flash in der National Women’s Soccer League unter Vertrag stand.

## Karriere

### Verein
Zu Jahresbeginn 2012 wurde Heyboer von der WPS-Franchise des Sky Blue FC gedraftet, die Liga wurde jedoch noch vor Saisonstart aufgelöst. Heyboer schloss sich daraufhin dem WPSL-Elite-Teilnehmer Western New York Flash an, mit dem sie die Meisterschaft feiern konnte.
Beim sogenannten Supplemental Draft zur Premierensaison der NWSL wurde sie Anfang 2013 in der dritten Runde an Position 18 von der Franchise des Seattle Reign FC verpflichtet, jedoch bald darauf wieder freigestellt. Daraufhin wurde Heyboer als sogenannter Free Agent von der neugegründeten NWSL-Franchise der Flash verpflichtet und gab dort am 14. April 2013 ihr Ligadebüt als Einwechselspielerin gegen den Sky Blue FC.
Im Oktober des gleichen Jahres wurde Heyboer von ihrer Franchise freigestellt und beendete in der Folge ihre Karriere.

### Nationalmannschaft
Heyboer spielte für diverse Nachwuchsteams des US-amerikanischen Fußballverbandes.

## Erfolge
- 2012: Meisterschaft in der WPSL Elite (Western New York Flash)